# Плентель
Пленте́ль (фр. Plaintel, брет. Pleneventer, галло Plentèr) — коммуна во Франции, находится в регионе Бретань. Департамент — Кот-д’Армор. Центр кантона Плентель. Округ коммуны — Сен-Бриё.
Население (2019) — 4 441 человек.

## География
Коммуна расположена приблизительно в 390 км к западу от Парижа, в 95 км западнее Ренна, в 13 км к юго-западу от Сен-Бриё.
Вдоль северо-западной границы коммуны протекает река Гуэ.

## Достопримечательности
- Церковь Святого Петра
  - Потир, дискос (XVIII век). Исторический памятник с 1948 года[2]
  - Дароносица (XVIII век). Изготовлена из серебра, под основанием выгравирована надпись: M. FRERE RR 1770. Исторический памятник с 1966 года[3]
- Менгир Пети-Воридель (эпоха неолита). Исторический памятник с 1963 года[4]
- Могильный курган Гурле
- Деревянная копия Статуи Свободы в центре кольцевой развязки на въезде в город

## Экономика
Структура занятости населения:
- сельское хозяйство — 2,4 %
- промышленность — 12,6 %
- строительство — 11,2 %
- торговля, транспорт и сфера услуг — 51,4 %
- государственные и муниципальные службы — 22,4 %

Уровень безработицы (2018) — 7,8 % (Франция в целом —  13,4 %, департамент Кот-д’Армор — 11,5 %). 

Среднегодовой доход на 1 человека, евро (2018) — 21 980 (Франция в целом — 21 730, департамент Кот-д’Армор — 21 230).
В 2007 году среди 2455 человек в трудоспособном возрасте (15—64 лет) 1866 были экономически активными, 589 — неактивными (показатель активности — 76,0 %, в 1999 году было 73,4 %). Из 1866 активных работали 1777 человек (951 мужчина и 826 женщин), безработных было 89 (37 мужчин и 52 женщины). Среди 589 неактивных 179 человек были учениками или студентами , 264 — пенсионерами , 146 были неактивными по другим причинам.

## Демография
Динамика численности населения, чел.

## Администрация
Пост мэра Плентеля с 2020 года занимает Венсан Аллено (Vincent Alleno), член Совета департамента Кот-д’Армор от кантона Плентель. На муниципальных выборах 2020 года возглавляемый им список был единственным.
| Период | Период | Фамилия           | Партия        | Примечания                                                  |
| ------ | ------ | ----------------- | ------------- | ----------------------------------------------------------- |
| 1945   | 1971   | Пьер-Мари Дютертр |               |                                                             |
| 1971   | 1981   | Жильбер Плеван    |               | подрядчик                                                   |
| 1981   | 2001   | Андре Буашарди    |               |                                                             |
| 2001   | 2020   | Жозеф Ле Ве       | Разные правые | директор школы                                              |
| 2020   |        | Венсан Аллено     | Разные левые  | работник медико-социальной службы, член Совета департамента |